# Cheumatopsyche dhanikari
Cheumatopsyche dhanikari är en nattsländeart som beskrevs av Malicky 1979. Cheumatopsyche dhanikari ingår i släktet Cheumatopsyche och familjen ryssjenattsländor. Inga underarter finns listade i Catalogue of Life.